# 华夏未来儿童公园
华夏未来儿童公园，初名滨湖公园，位于天津市河西区体院北居民区，始建于1986年，1991年9月建成对外开放，占地面积5.07公顷，水域面积0.73公顷。
2005年，经天津市发展和改革委员会批准，天津市河西区园林局将滨湖公园于10月底无偿转让给天津市华夏未来文化艺术基金会并将其改造为儿童主题公园，并更名为滨湖公园。